# Charly Moyaerts
Charles Moyaerts, ook Charly, (Sint-Truiden, 8 maart 1953) is een Belgisch voormalig politicus voor sp.a.

## Levensloop
Charly Moyaerts studeerde af als A1-secretariaat-talen in het hoger niet-universitair onderwijs. Vanaf 1974 was hij onderluchthavenmeester bij de Regie der Luchtwegen. Vanuit die functie werd hij tussen 1978 en 1994 diverse keren gedetacheerd naar de ministeriële kabinetten van de socialistische toppoliticus Willy Claes.
Hij trad in de politieke voetsporen van zijn vader Albert Moyaerts (1925-1991), burgemeester van Jeuk en Gingelom. Vanaf de federale verkiezingen van december 1978 kwam hij als opvolger op voor de SP-lijsten in het arrondissement Hasselt. Op 27 oktober 1994 werd hij effectief lid van de Kamer van volksvertegenwoordigers ter vervanging van Willy Claes, die ontslag had genomen vanwege zijn benoeming tot secretaris-generaal van de NAVO. Hij zetelde tot aan de verkiezingen van mei 1995 en maakte deel uit van de commissie Infrastructuur. In de periode november 1994-mei 1995 had hij als gevolg van het toen bestaande dubbelmandaat ook zitting in de Vlaamse Raad. De Vlaamse Raad was vanaf 21 oktober 1980 de opvolger van de Cultuurraad voor de Nederlandse Cultuurgemeenschap, die op 7 december 1971 werd geïnstalleerd, en was de voorloper van het huidige Vlaams Parlement. Hier was Moyaerts lid van de commissie Onderwijs, Vorming en Wetenschapsbeleid en had hij vanaf januari 1995 tevens zitting in de commissie Cultuur. Bij de federale verkiezingen van mei 1995 raakte Moyaerts vanop de lijstduwersplaats in de kieskring Hasselt-Tongeren-Maaseik niet herkozen in de Kamer.
Na zijn Kamerlidmaatschap was Moyaerts van 1998 tot 1999 kabinetssecretaris van Vlaams minister voor Onderwijs Eddy Baldewijns en nadien was hij van 1999 tot 2004 privésecretaris van Steve Stevaert in diens hoedanigheden als Vlaams viceminister-president en partijvoorzitter van de sp.a. Vervolgens werd Moyaerts tot aan zijn pensioen in 2013 gewestelijk secretaris van de socialistische mutualiteit De Voorzorg. 
Op lokaal politiek niveau was hij van 1995 tot 2015 gemeenteraadslid van Gingelom. Van 1995 tot 2004 was Moyaerts eerste schepen van de gemeente en van 1995 tot 1999 was hij tevens waarnemend burgemeester ter vervanging van Eddy Baldewijns, die toen Vlaams minister was. In december 2004 volgde hij Baldewijns op als burgemeester en bleef dit tot eind 2015, waarna hij de actieve politiek verliet. Hij was actief op een lijst genaamd 'sp.a-goesting', die in de verkiezingen van oktober 2012 11 zetels op 19 behaalde. Van 2000 tot 2012 was hij tevens provincieraadslid van Limburg.
Daarnaast werd hij bestuurder van de apotheek, het optiek- en hoorcentrum en de polikliniek van De Voorzorg en bestuurder en lid van het directiecomité van Interelectra.